# Le Classique

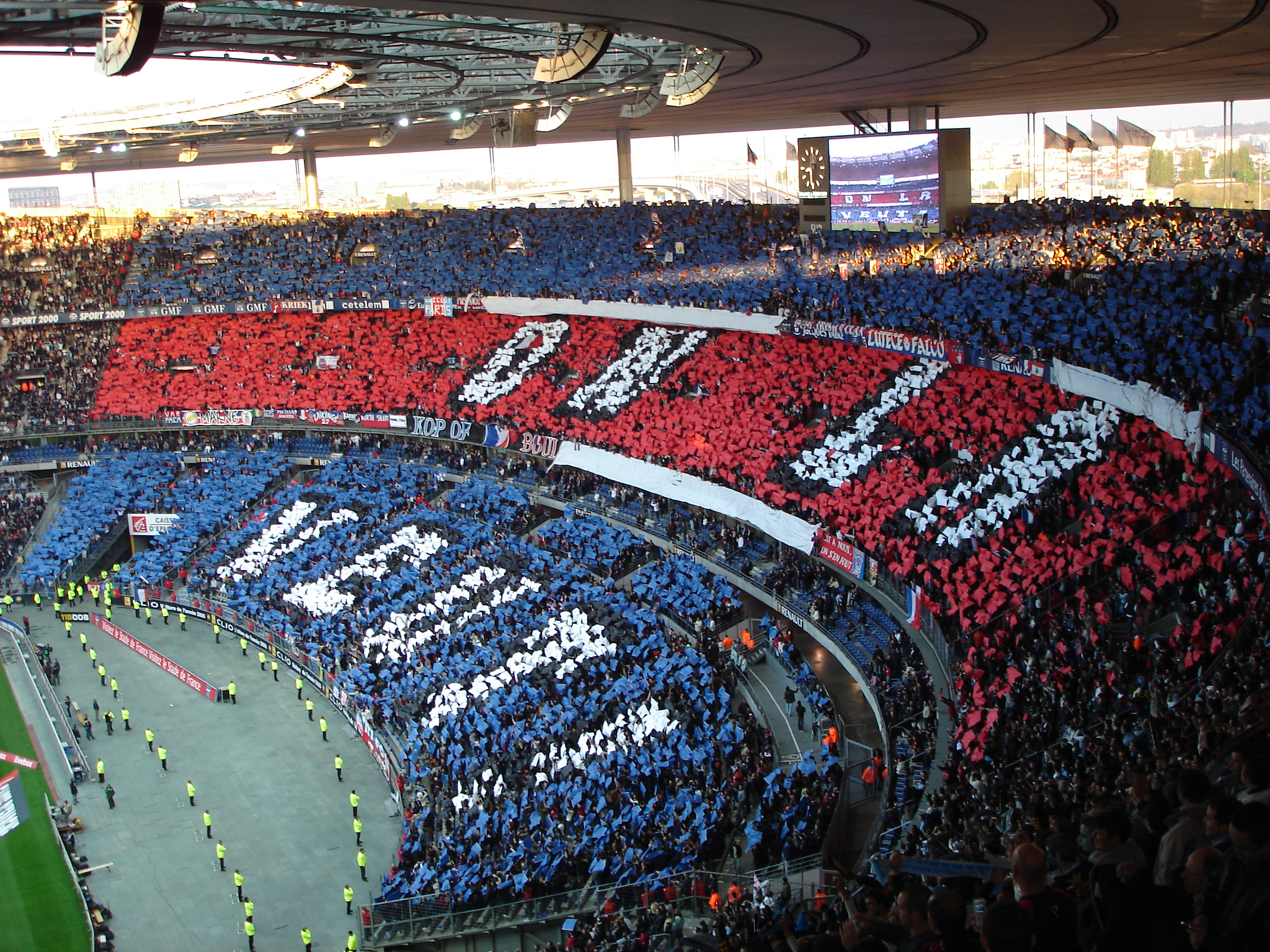
Choreografie der PSG-Fans beim Pokalfinale 2006 im Stade de France

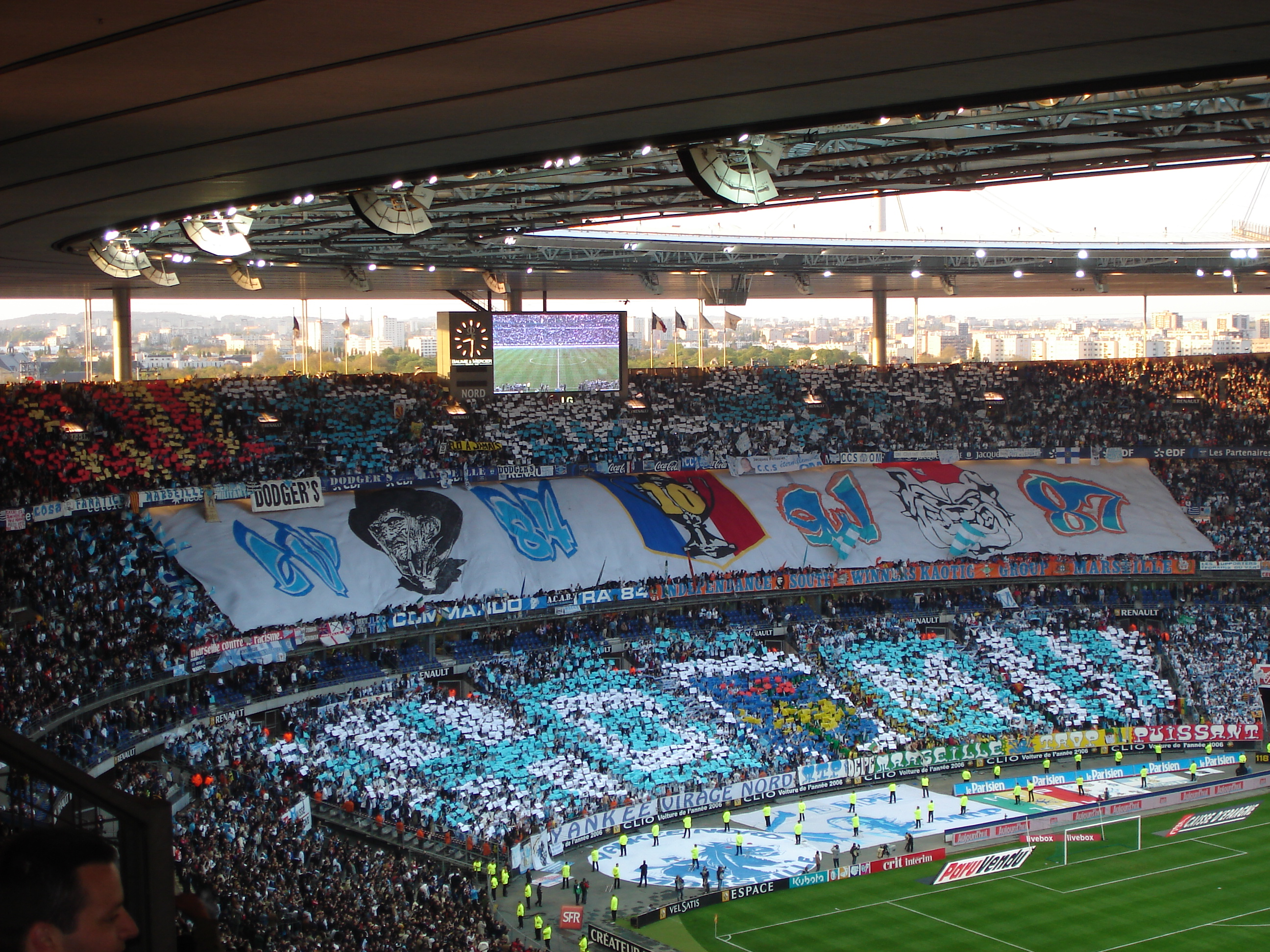
Fans von OM auf der Gegenseite des Stade de France am 29. April 2006

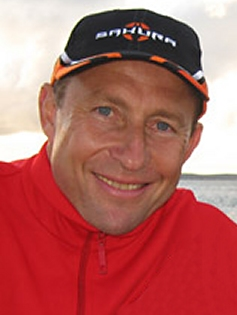
Jean-Pierre Papin erzielte von 1986 bis 1992 in 215 Spielen 134 Tore für OM

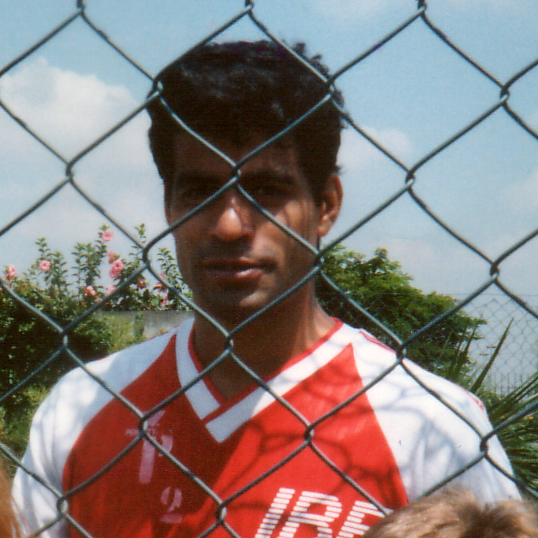
Mit dem Brasilianer Raí gewann PSG 1986 seinen ersten Meistertitel.

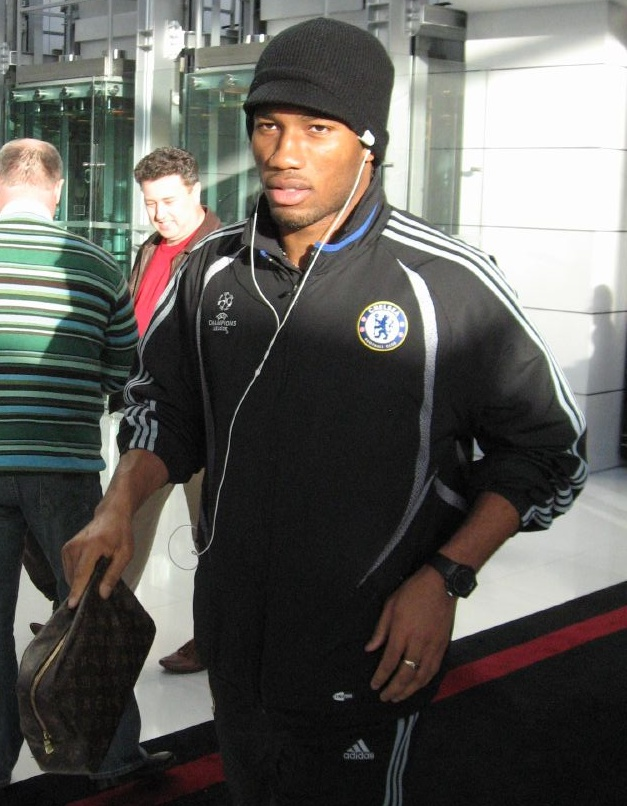
Zwischen 2002 und 2003 trug Didier Drogba das OM-Trikot und erzielte in 35 Spielen 19 Tore.

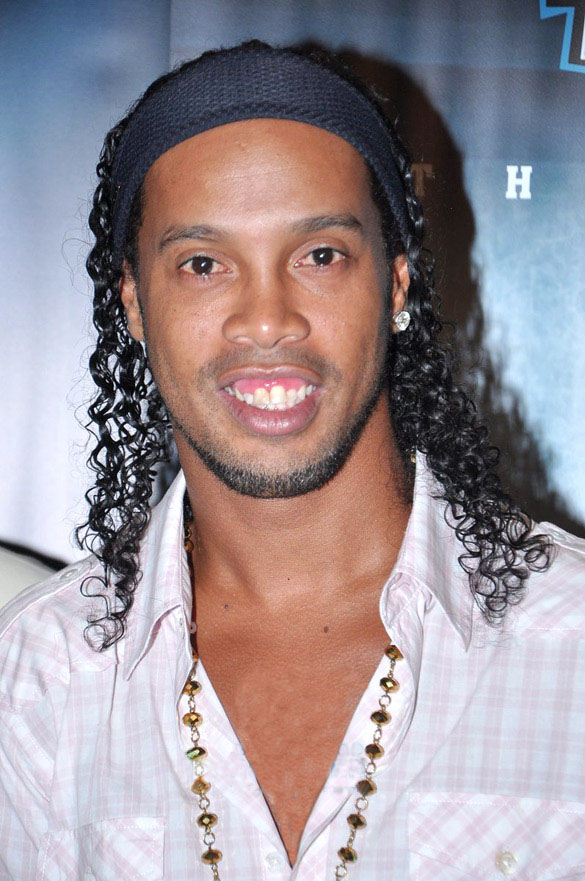
Weltfußballer Ronaldinho war von 2001 bis 2003 in Diensten der Parisiens.

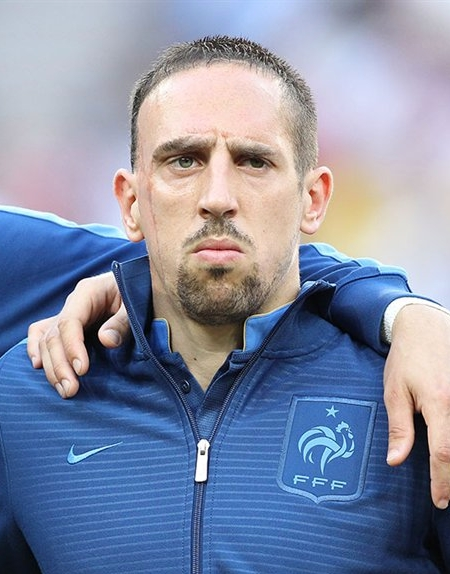
Franck Ribéry war bei Olympique von 2005 bis 2007 tätig.

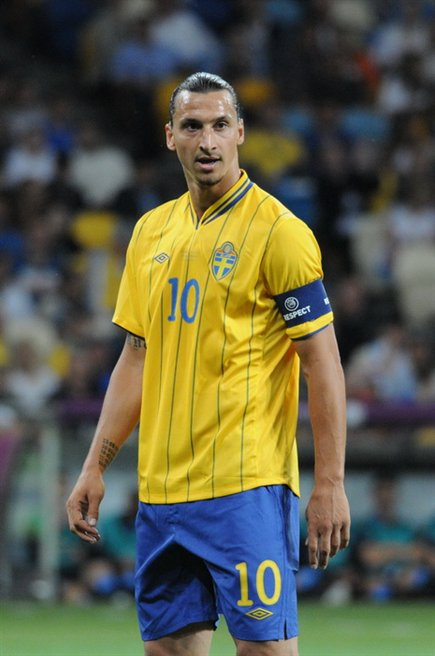
PSG verpflichtete den schwedischen Stürmer Zlatan Ibrahimović zur Saison 2012/13.

Als Le Classique (deutsch Der Klassiker, auch als Derby de France oder Le Classico bekannt) werden die Derbys zwischen den französischen Fußballclubs Paris Saint-Germain (kurz: PSG oder Paris SG) aus der Hauptstadt Paris und Olympique Marseille (kurz: OM) aus der südlichen Hafenstadt Marseille am Mittelmeer bezeichnet. Der Name lehnt sich an die Duelle der beiden spanischen Topclubs Real Madrid und dem FC Barcelona an, die den Namen El Clásico tragen.

## Geschichte

### Olympique Marseille
Die Gründung von Olympique Marseille geht auf das Jahr 1899 zurück. Marseille gehörte 1932 zum Kreis der 20 Gründungsmitglieder der Division 1. Sie tragen den Spitznamen Les Phocéens (deutsch Die Phokäer). Die erste Meisterschaft in der Division 1 errang OM 1937 aufgrund einer besseren Tordifferenz gegenüber dem FC Sochaux. Im gleichen Jahr wurde das Stade Vélodrome eingeweiht. Die Spielstätte ist heute, nach seiner Renovierung und Erweiterung auf 60.000 Plätze für die Fußball-Weltmeisterschaft 1998, das größte Stadion im französischen Ligabetrieb. Nach zwei zweiten Plätzen in den Folgejahren 1938 und 1939 unterbrach der Zweite Weltkrieg den Spielbetrieb der obersten Spielklasse. Nach dem Weltkrieg konnte Olympique Marseille 1948 den zweiten Meistertitel einfahren. Es schlossen sich wechselhafte Jahre, in denen die Weißblauen zwischen Mittelfeld und unterem Teil der Tabelle pendelten, an.
Im Jahr 1959 musste Marseille als letztes Gründungsmitglied der Division 1 den Weg in die Zweitklassigkeit antreten. Nach einer kurzen Rückkehr 1962 konnte sich OM Mitte der 1960er Jahre wieder im französischen Fußballoberhaus festsetzten. Nach dem Pokalsieg 1969 und einem zweiten Platz 1970 in der Liga konnte sich Olympique 1971 und 1972 ein drittes und viertes Mal in die Siegerliste der Division 1 eintragen. Der jugoslawische Stürmer Josip Skoblar erzielte in der Meistersaison 1970/71 44 Tore. Eine Bestleistung, die bis heute Bestand in der höchsten französischen Spielklasse hat und er erhielt zusätzlich den Goldenen Schuh als bester Torschütze des Jahres in Europa. Mit dem Erfolg im Coupe de France 1972 schaffte der Verein das Double. In den 1970er Jahren folgte noch ein Pokalgewinn 1976. Danach glitt der Verein wieder ins Mittelmaß ab und 1980 folgte der Abstieg. Nach der Rückkehr 1984 konnten die Marseillais mit dem 17. Platz knapp den erneuten Abstieg verhindern.
Einen steilen Aufstieg nahmen die Südfranzosen mit der Übernahme des Präsidentenamtes durch den Geschäftsmann und Politiker Bernard Tapie im Jahr 1986. Der Verein verpflichtete in den folgenden Spielzeiten unter anderem die deutschen Nationalspieler Rudi Völler, Karlheinz Förster und Klaus Allofs. Des Weiteren trugen in der Zeit von Mitte der 1980er Jahre bis in die Mitte der 1990er Jahre Éric Cantona, Jean-Pierre Papin, Abédi Pelé, Chris Waddle, Marcel Desailly, Jean Tigana, Alain Giresse, Enzo Francescoli, Didier Deschamps, Fabien Barthez, Alen Bokšić und Basile Boli das Trikot von Olympique. Der sportliche Erfolg ließ nicht lange auf sich warten. 1989 konnte mit der Meisterschaft und dem Pokalsieg das zweite Double gewonnen werden. Mit dem Titelgewinn der Division 1 begann eine Serie von vier Meisterschaften (1989, 1990, 1991 und 1992) in Folge. Der Höhepunkt war der Gewinn der UEFA Champions League 1993 gegen den AC Mailand (1:0). Zuvor scheitere man 1991 im Finale des Europapokals der Landesmeister im Elfmeterschießen (3:5) an Roter Stern Belgrad.
Nach dem größten Erfolg kam der Absturz. Der Meistertitel 1993 wurde OM wegen der „Affäre OM-VA“, Spielmanipulation durch Bestechungsgelder, aberkannt. Darüber hinaus wurde Marseille zur Saison 1994/95 in die Division 2 strafversetzt. Dies war aber nur ein kurzes Gastspiel und der direkte Wiederaufstieg gelang. In den 2010er Jahren fand OM in die Erfolgsspur zurück. Im Jahr 2010 konnten die Phocéens, nach einer Durststrecke von 17 Jahren, ihren neunten Meistertitel bejubeln. Hinzu kamen drei Gewinne des Coupe de la Ligue in den Jahren 2010, 2011 und 2012 sowie 2010 und 2011 die Trophée des Champions.

### Paris Saint-Germain
Der Paris Saint-Germain Football Club entstand im Jahr 1970 aus dem Vorstadtclub Stade Saint-Germain nach einer Fusion mit dem Paris FC. Paris Saint-Germain empfängt seine Gegner in dem seit 1897 bestehenden Parc des Princes im 16. Arrondissement der Stadt. Nachdem Paris Saint-Germain den Platz von Stade Saint-Germain in der Division 2 einnahm, gelang dem Liganeuling 1971 der sofortige Aufstieg in die Division 1. Nach einem 16. Platz in der ersten Saison 1971/72 verlor der Verein seine Lizenz, da er gegen die Regeln des Fußballverbandes FFF verstieß. Demnach mussten in jedem Profiverein auch Abteilungen für Amateur- und Jugendmannschaften vorhanden sein. Paris Saint-Germain wurde in die dritte Amateurliga herabgestuft und Paris FC übernahm den Platz in der Division 1. Zugleich wechselte der Spielerkader von PSG zum PFC.
Ab 1973 engagierte sich der Modeschöpfer Daniel Hechter als Geldgeber und wurde 1974 für vier Jahre der Vereinspräsident. Unter Leitung von Trainer Just Fontaine, erfolgreichster Torschütze der Fußball-Weltmeisterschaft 1958 mit 13 Treffern, meldete sich die Parisiens schon zur Saison 1974/75 wieder im französischen Fußballoberhaus zurück. Nach durchschnittlichen Jahren in den 1970ern konnten die Rouges et Bleus Anfang der 1980er Jahre ihre ersten Erfolge mit dem Gewinn des Coupe de France 1982 und 1983 feiern. Der vorläufige Höhepunkt war der Gewinn der Meisterschaft in der Saison 1985/86. Unter Leitung von Trainer Gérard Houllier und dem Torhüter Joël Bats, den Mittelfeldmännern Luis Fernández und Safet Sušić sowie dem Stürmer Dominique Rocheteau blieb der Verein bis zum 20. Spieltag ohne Niederlage und schloss die Spielzeit mit einem Vorsprung von drei Punkten auf den FC Nantes ab.
Die bisher erfolgreichste Zeit der Hauptstädter lag in den 1990er Jahren. 1991 übernahm der Pay-TV-Sender Canal+ den Verein. Die zweite Meisterschaft 1994 errangen die Rotblauen mit Trainer Artur Jorge und dem Nationaltorhüter Bernard Lama, dem torgefährlichen Mittelfeldspieler Raí sowie David Ginola und George Weah, dem liberianischen FIFA-Weltfußballer von 1995. Des Weiteren gingen der Pokalwettbewerb Coupe de France 1993, 1995 und 1998 auf das Konto der Pariser. Im Ligapokal war man wie auch im Spiel um den französischen Supercup 1995 und 1998 erfolgreich. Auf europäischer Ebene konnte PSG den Gewinn des Europapokals der Pokalsieger 1996 gegen Rapid Wien sowie im Jahr darauf die erneute Endspielteilnahme feiern. Dort unterlag man aber mit 0:1 gegen den FC Barcelona. PSG ist der jüngste Verein, der einen Europapokal gewinnen konnte.
Paris Saint-Germain blieb, wenn auch ohne Meistertitel, in den weiteren Jahren erfolgreich. In die bisherige Titelsammlung reihten sich drei weitere Pokalsiege 2004, 2006, 2010 und ein Ligapokaltriumph 2008 ein. 2001 ging man im UI-Cup als einer von drei Siegern hervor. Seit Mai 2011 hält die katarische Investorengruppe Qatar Sport Investment (QSI) 70 % der Aktienanteile von Paris Saint-Germain. Mit den neuen Geldgebern im Rücken wurden millionenschwere Spielertransfers zur Ligue 1-Saison 2011/12 getätigt. Der Argentinier Javier Pastore kam für 42 Millionen Euro vom US Palermo. Auch die einheimischen Nationalspieler Jérémy Ménez, Kevin Gameiro, Blaise Matuidi sowie der Malier Mohamed Sissoko, Maxwell und Thiago Motta wechselten in die Stadt an der Seine. Trotz des ersten Tabellenplatzes in der Liga ersetzte Carlo Ancelotti Ende Dezember 2011 Antoine Kombouaré auf der Trainerbank. Am Ende der Saison trugen die Spielerverpflichtungen der Hauptstädter keine Früchte. Man hatte nach einer umkämpften Saison gegenüber dem Überraschungsmeister HSC Montpellier, der seine erste Meisterschaft feierte, das Nachsehen.
Weitere Verstärkungen wurden für die Saison 2012/13 verpflichtet. Der schwedische Stürmerstar Zlatan Ibrahimović kam im Paket mit dem brasilianischen Abwehrspieler Thiago Silva für 62 Millionen Euro vom AC Mailand. Hinzu kamen Ezequiel Lavezzi für ca. 30 Millionen Euro vom SSC Neapel und Lucas für rund 43 Millionen Euro vom FC São Paulo. Diese hohen Transferaufwendungen trugen diesmal Früchte, Paris Saint-Germain gewann zwischen 2013 und 2016 viermal in Folge die französische Meisterschaft.

### Rivalität
Im Gegensatz zu anderen traditionsreichen, europäischen Derbys wie dem Glasgower Old Firm, dem Manchester Derby, dem Derby della Capitale in Rom oder dem innerfranzösischen zwischen der AS Saint-Étienne und Olympique Lyon blickt das Duell zwischen PSG und OM auf eine relativ kurze Zeitspanne zurück. Dementgegen hat es sich mittlerweile zum problematischsten Duell des Landes entwickelt. Anders als bei anderen Derbys zieht das Duell seine Brisanz nicht aus der räumlichen Nähe, wie bei dem Revierderby Dortmund gegen Schalke oder dem Frankenderby Nürnberg gegen Fürth, sondern daraus, dass Paris und Marseille die größten Städte und OM wie PSG die beliebtesten und einflussreichsten Fußballvereine Frankreichs sind. Die beiden Clubs sind bis dato die einzigen französischen Sieger eines großen europäischen Wettbewerbes (OM 1993 und PSG 1996). Die Rivalität der beiden Städte bezieht sich aber nicht nur auf den Fußball, sondern auch auf historischer, kultureller und sozialer Ebene. Die Weltstadt Paris im Norden des zentralistisch ausgerichteten Frankreich, die alle anderen Städte in den Schatten stellt, gegen die rund 800 km südlicher gelegene Hafenstadt Marseille im sonnigen Süden an der Mittelmeerbucht Golfe du Lion. In der Ligue 1 Saison 2011/12 belegten Paris Saint-Germain und Olympique Marseille mit durchschnittlich 42.882 beziehungsweise 40.445 Zuschauern Platz 1 und 2 der Zuschauertabelle. Auf den weiteren Plätzen lagen Olympique Lyon (33.067), AS Saint-Étienne (21.478), FC Toulouse (21.446) und Stade Rennes (20.725).
Die erste Begegnung fand am 12. Dezember 1971 des 18. Spieltages der Division 1 1971/72 statt. Dort behielt Olympique mit einem 4:2 die Oberhand im heimischen Stade Vélodrome. Paris konnte den höchsten Derbysieg für sich verbuchen. Am 8. Januar 1978 war die Elf aus Marseille mit 1:0 in Führung gegangen, doch letztendlich war man Paris bei der 1:5-Niederlage deutlich unterlegen. Von einem Derby konnte man zu dieser Zeit aber noch nicht sprechen, Die Aufeinandertreffen waren bis in die 1980er Jahre ohne große Rivalität. Dies änderte sich, als sich bei Paris Saint-Germain die ersten Erfolge einstellten und Bernand Tapie Präsident der Phocéens wurde. Marseilles Konkurrenten AS Saint-Étienne (1970er Jahre) und Girondins Bordeaux (1980er Jahre) schwächelten und mit den Parisern tauchte ein neuer Reibungspunkt auf. Für den Journalisten und Autor Alain Pécheral ist diese Gegnerschaft zwischen den Fans zudem eine teilweise künstlich erzeugte, mit der Ende der 1980er Jahre der Fernsehsender und PSG-Sponsor Canal+ sowie OMs Präsident Tapie – wie beide Seiten später zugaben – das Interesse an den Begegnungen zwischen beiden Mannschaften „anheizen“ wollten.
Zu einem ersten Höhepunkt in den Begegnungen kam es Ende der 1980er Jahre. Kurz vor Saisonende am 35. Spieltag 1988/89 traf man punktgleich in Marseille aufeinander. Bis zur 90. Minute hatte ein 0:0 Bestand, dann markierte Franck Sauzée mit einem platzierten 30-Meter-Weitschuß das erlösende 1:0 für Olympique. Diesen Rückstand konnte Paris in den drei ausstehenden Spielen nicht mehr wettmachen und OM feierte nach 17 Jahren wieder eine Meisterschaft. Die Übernahme von PSG 1991 durch Canal+ mit Besitzer Michel Denisot und späterem Vereinspräsident befeuert weiter die Gegnerschaft von OM und PSG. Mit hohen Investitionen in den Spielerkader sollte die Übermacht der Südfranzosen durchbrochen werden. Vor dem Hinspiel der Saison 1992/93 in Paris gab PSG-Trainer Artur Jorge ein Interview. Dort kündigte er an: „Wir werden sie schlagen.“ Als Reaktion ließ OM-Präsident Tapie den betreffenden Zeitungsartikel in der Kabine der Mannschaft aushängen. Der gewünschte Effekt blieb nicht aus. Die Marseillais gewannen Hin- wie auch Rückspiel und wurden am Ende der Saison vor Paris Meister. In der folgenden Spielzeit 1993/94 lösten die Rotblauen Serienmeister Marseille als Titelträger mit acht Punkten Vorsprung ab. In den darauffolgenden Jahren mussten beide Vereine in der Liga mit vorderen Plätzen begnügen und als Vizemeister anderen Mannschaften wie dem AJ Auxerre, AS Monaco und Girondins Bordeaux den Vortritt lassen. In den 2000er Jahren durchliefen OM und PSG wechselhafte Jahre und Serienmeister Olympique Lyon (2002, 2003, 2004, 2005, 2006, 2007 und 2008) zog an der Tabellenspitze der Ligue 1 einsam seine Kreise.
Seit Mitte der 1990er Jahre wurde das Derby immer wieder von gewalttätigen Ausschreitungen unter den Fangruppen überschattet. Ein trauriger Höhepunkt in der Geschichte des Classique ereignete sich am 28. Februar 2010. Ein PSG-Fan namens Yann L. fiel, mit schweren Kopfverletzungen durch Schläge und Tritte von PSG-Anhängern einer rivalisierenden Fangruppe, ins Koma. Bei den Ausschreitungen wurden 20 weitere Personen festgenommen. Am 18. März 2010 erlag Yann L. seinen Verletzungen. Im Zusammenhang mit Tod von Yann L. wurden vier Personen verhaftet. Als Konsequenz verkaufte der Verein bis auf weiteres keine Karten für Auswärtsspiele.
Wegen der gewalttätigen Auseinandersetzungen in der Vergangenheit durften zum Ligaspiel am 7. Oktober 2012 in Marseille nur 400 Anhänger von Paris anreisen. Im Stadion standen speziell abgetrennte Bereiche bereit. Weitere Anhänger bekamen für den Spieltag ein Reiseverbot für die Strecke Paris nach Marseille.

### Zwischenfälle
Die Fans der Vereine sorgten für unrühmliche Kapitel des Derby de France. Bei dem Pokalhalbfinale 1995 am 11. April gab es nach Ausschreitungen 146 Festnahmen und neun verletzte Polizisten.
Weitere Zwischenfälle ereigneten sich in den letzten Jahren.
- 12. Oktober 1999: Ein Bus ging in Flammen auf.
- 13. Oktober 2000: Ein 18-jähriger OM-Fan ist nach einer Schlägerei mit Pariser Anhängern dauerhaft querschnittsgelähmt.[26]
- 10. Februar 2002: Autos wurden demoliert, im Parc des Princes brach ein Feuer aus und 15 Personen wurden festgenommen.
- 26. Oktober 2002: 61 Festnahmen
- 25. Januar 2003: 43 Festnahmen
- 09. März 2003: 27 Verletzte
- 29. April 2006: 2 Verletzte
- 02. September 2007: 3 Verletzte und 5 Festnahmen
- 15. März 2009: 22 Festnahmen[27]
- 25. Oktober 2009: Ein Pariser Fan wurde von einem Auto angefahren. Es gab zehn weitere Verletzte und zehn Festnahmen.
- 20. November 2009: 15 Festnahmen

## Liste der Spiele
| Nr.  | Anlass | Datum         | Heim | Gast | Ergebnis                       | Austragungsort           | Zuschauer | Schiedsrichter       | Report |
| ---- | --- | ------------- | ---- | ---- | ------------------------------ | ------------------------ | --------- | -------------------- | ------ |
| 01.  | Division 1 1971/72 18. Spieltag | 12. Dez. 1971 | OM   | PSG  | 4:2 (2:1)                      | Stade Vélodrome          | 18.798    | Bernard Amiotte      | Report |
| 01.  | Tore: Bernard Bosquier 12. Min., Josip Skoblar 18. Min., Joseph Bonnel 44. Min. (Eigentor), Didier Couécou 49. Min., Michel Prost 73. Min., Josip Skoblar 83. Min.                             |               |      |      |                                |                          |           |                      |        |
| 02.  | Division 1 1971/72 36. Spieltag | 17. Mai 1972  | PSG  | OM   | 1:2 (0:2)                      | Parc des Princes         | 14.140    | Pierre Coquerille    | Report |
| 02.  | Tore: Edouard Kula 2. Min., Jacques Novi 23. Min., Jean-Claude Bras 60. Min. |               |      |      |                                |                          |           |                      |        |
| 03.  | Division 1 1974/75 11. Spieltag | 5. Okt. 1974  | OM   | PSG  | 4:2 (3:1)                      | Stade Vélodrome          | 14.117    | Michel Vautrot       | Report |
| 03.  | Tore: Jean-Pierre Dogliani 11. Min., Josip Skoblar 12. Min., Georges Eo 23. Min., Josip Skoblar 39. Min., Mustapha Dahleb 48. Min., Albert Emon 48. Min.                                       |               |      |      |                                |                          |           |                      |        |
| 04.  | Division 1 1974/75 29. Spieltag | 12. März 1975 | PSG  | OM   | 1:1 (0:0)                      | Parc des Princes         | 42.247    | Georges Konrath      | Report |
| 04.  | Tore: Mustapha Dahleb 71. Min., Jairzinho 90. Min. |               |      |      |                                |                          |           |                      |        |
| 05.  | Coupe de France 1974/75 Viertelfinal-Hinspiel | 9. Mai 1975   | OM   | PSG  | 2:2 (0:0)                      | Stade Vélodrome          | 26.595    | Jean-Claude Martin   | Report |
| 05.  | Tore: Georges Bereta 54. Min., Jairzinho 56. Min., François M’Pelé 60. Min., François M’Pelé 70. Min.                                                                                          |               |      |      |                                |                          |           |                      |        |
| 06.  | Coupe de France 1974/75 Viertelfinal-Rückspiel | 13. Mai 1975  | PSG  | OM   | 2:0 (1:0)                      | Parc des Princes         | 46.471    | Georges Konrath      | Report |
| 06.  | Tore: Louis Floch 24. Min., Jacky Laposte 86. Min. |               |      |      |                                |                          |           |                      |        |
| 07.  | Division 1 1975/76 7. Spieltag | 20. Sep. 1975 | PSG  | OM   | 2:3 (1:1)                      | Parc des Princes         | 40.000    | Achille Verbecke     | Report |
| 07.  | Tore: Jean-Pierre Dogliani 29. Min., François Bracci 37. Min., Albert Emon 70. Min., Héctor Yazalde 72. Min., Louis Floch 88. Min.,                                                            |               |      |      |                                |                          |           |                      |        |
| 08.  | Division 1 1975/76 25. Spieltag | 22. Feb. 1976 | OM   | PSG  | 2:1 (0:0)                      | Stade Vélodrome          | 16.368    | Georges Konrath      | Report |
| 08.  | Tore: Hervé Florès 66. Min., Hervé Florès 79. Min., Louis Floch 80. Min. |               |      |      |                                |                          |           |                      |        |
| 09.  | Division 1 1976/77 12. Spieltag | 24. Nov. 1976 | OM   | PSG  | 2:1 (1:1)                      | Stade Vélodrome          | 13.024    | Jean-Claude Martin   | Report |
| 09.  | Tore: Michel Baulier 15. Min. (ET), François Bracci 32. Min., Nebojša Zlatarić 89. Min. |               |      |      |                                |                          |           |                      |        |
| 010. | Division 1 1976/77 30. Spieltag | 16. Apr. 1977 | PSG  | OM   | 1:1 (0:1)                      | Parc des Princes         | 17.000    | Achille Verbecke     | Report |
| 010. | Tore: Hervé Florès 23. Min., Jean-Pierre Tokoto 62. Min. |               |      |      |                                |                          |           |                      |        |
| 011. | Division 1 1977/78 5. Spieltag | 30. Aug. 1977 | OM   | PSG  | 2:1 (1:0)                      | Stade Vélodrome          | 24.303    | Alain Delmer         | Report |
| 011. | Tore: Marc Berdoll 35. Min., Hervé Florès 67. Min., Carlos Bianchi 89. Min. (Elfmeter) |               |      |      |                                |                          |           |                      |        |
| 012. | Division 1 1977/78 23. Spieltag | 8. Jan. 1978  | PSG  | OM   | 5:1 (2:1)                      | Parc des Princes         | 33.386    | Robert Wurtz         | Report |
| 012. | Tore: Sarr Boubacar 12. Min. (Elfmeter), François Brisson 29. Min., Mustapha Dahleb 44. Min., Marius Trésor 46. Min. (Eigentor), François M’Pelé 49. Min., François M’Pelé 82. Min. (Elfmeter) |               |      |      |                                |                          |           |                      |        |
| 013. | Division 1 1978/79 13. Spieltag | 30. Sep. 1978 | OM   | PSG  | 4:1 (2:0)                      | Stade Vélodrome          | 9.295     | Alain Delmer         | Report |
| 013. | Tore: Anders Linderoth 21. Min., Sarr Boubacar 46. Min., Robert Buigues 56. Min., Carlos Bianchi 83. Min., Hervé Florès 86. Min. (Elfmeter)                                                    |               |      |      |                                |                          |           |                      |        |
| 014. | Division 1 1978/79 31. Spieltag | 7. Apr. 1979  | PSG  | OM   | 4:3 (1:1)                      | Parc des Princes         | 13.707    | Achille Verbecke     | Report |
| 014. | Tore: Marc Berdoll 2. Min., Bernard Bureau 5. Min., Mustapha Dahleb 55. Min., Armando Bianchi 57. Min. (Elfmeter), Robert Buigues 73. Min., Marc Berdoll 77. Min., Carlos Bianchi 86. Min.     |               |      |      |                                |                          |           |                      |        |
| 015. | Division 1 1979/80 2. Spieltag | 3. Aug. 1979  | PSG  | OM   | 2:1 (0:1)                      | Parc des Princes         | 45.000    | Daniel Lambert       | Report |
| 015. | Tore: Didier Six 11. Min., Abel Braga 54. Min., Dominique Bathenay 70. Min. |               |      |      |                                |                          |           |                      |        |
| 016. | Division 1 1979/80 20. Spieltag | 8. Dez. 1979  | OM   | PSG  | 0:2 (0:0)                      | Stade Vélodrome          | 5.556     | Michel Vautrot       | Report |
| 016. | Tore: Sarr Boubacar 46. Min., Jean-François Beltramini 88. Min. |               |      |      |                                |                          |           |                      |        |
| 017. | Coupe de France 1981/82 Achtelfinal-Hinspiel | 30. März 1982 | OM   | PSG  | 0:1 (0:0)                      | Stade Vélodrome          | 35.095    | Georges Konrath      | Report |
| 017. | Tore: Luis Fernández 78. Min. |               |      |      |                                |                          |           |                      |        |
| 018. | Coupe de France 1981/82 Achtelfinal-Rückspiel | 6. Apr. 1982  | PSG  | OM   | 3:1 (2:0)                      | Parc des Princes         | 18.108    | Ottorino Di Bernardo | Report |
| 018. | Tore: Dominique Rocheteau 5. Min., Michel N’Gom 15. Min., Dominique Rocheteau 70. Min., Jean-Santos Muntubila 89. Min.                                                                         |               |      |      |                                |                          |           |                      |        |
| 019. | Division 1 1984/85 6. Spieltag | 8. Sep. 1984  | PSG  | OM   | 2:1 (1:0)                      | Parc des Princes         | 21.820    | Mohamed Benali       | Report |
| 019. | Tore: Dominique Bathenay 40. Min., William N’Jo Léa 49. Min., Bernard Zénier 50. Min. |               |      |      |                                |                          |           |                      |        |
| 020. | Division 1 1984/85 24. Spieltag | 3. Feb. 1985  | OM   | PSG  | 3:1 (1:0)                      | Stade Vélodrome          | 19.878    | Michel Vautrot       | Report |
| 020. | Tore: Hervé Flak 25. Min., Nabatingue Toko 46. Min., Tscheu La Ling 54. Min., Tscheu La Ling 61. Min.                                                                                          |               |      |      |                                |                          |           |                      |        |
| 021. | Division 1 1985/86 6. Spieltag | 9. Aug. 1985  | PSG  | OM   | 2:0 (2:0)                      | Parc des Princes         | 32.460    | Jean-Claude Swirog   | Report |
| 021. | Tore: Luis Fernández 1. Min., Robert Jacques 22. Min. |               |      |      |                                |                          |           |                      |        |
| 022. | Division 1 1985/86 24. Spieltag | 15. Dez. 1985 | OM   | PSG  | 0:0                            | Stade Vélodrome          | 37.958    | Claude Bouillet      | Report |
| 022. | Tore: - |               |      |      |                                |                          |           |                      |        |
| 023. | Division 1 1986/87 19. Spieltag | 28. Nov. 1986 | OM   | PSG  | 4:0 (2:0)                      | Stade Vélodrome          | 38.209    | Claude Lopez         | Report |
| 023. | Tore: Thierry Laurey 11. Min., Patrick Cubaynes 38. Min., Patrick Cubaynes 70. Min., Jean-Pierre Papin 79. Min.                                                                                |               |      |      |                                |                          |           |                      |        |
| 024. | Division 1 1986/87 37. Spieltag | 29. Mai 1987  | PSG  | OM   | 2:0 (0:0)                      | Parc des Princes         | 35.000    | Alain Delmer         | Report |
| 024. | Tore: Oumar Sène 82. Min., Safet Sušić 90. Min. |               |      |      |                                |                          |           |                      |        |
| 025. | Division 1 1987/88 18. Spieltag | 8. Nov. 1987  | PSG  | OM   | 1:1 (1:1)                      | Parc des Princes         | 22.250    | Gérard Biguet        | Report |
| 025. | Tore: Oumar Sène 17. Min. (Eigentor), Amara Simba 45. Min. |               |      |      |                                |                          |           |                      |        |
| 026. | Division 1 1987/88 36. Spieltag | 21. Mai 1988  | OM   | PSG  | 1:2 (1:1)                      | Stade Vélodrome          | 21.084    | Jean-Louis Rideau    | Report |
| 026. | Tore: Safet Sušić 23. Min., Jean-Pierre Papin 28. Min., Gabriel Calderón 86. Min. |               |      |      |                                |                          |           |                      |        |
| 027. | Division 1 1988/89 17. Spieltag | 29. Okt. 1988 | PSG  | OM   | 0:0                            | Parc des Princes         | 33.256    | Claude Bouillet      | Report |
| 027. | Tore: - |               |      |      |                                |                          |           |                      |        |
| 028. | Division 1 1988/89 35. Spieltag | 5. Mai 1989   | OM   | PSG  | 1:0 (0:0)                      | Stade Vélodrome          | 35.572    | Michel Vautrot       | Report |
| 028. | Tore: Franck Sauzée 90. Min. |               |      |      |                                |                          |           |                      |        |
| 029. | Division 1 1989/90 16. Spieltag | 27. Okt. 1989 | OM   | PSG  | 2:1 (1:0)                      | Stade Vélodrome          | 25.987    | Michel Vautrot       | Report |
| 029. | Tore: Chris Waddle 35. Min., Zlatko Vujović 75. Min., Enzo Francescoli 87. Min. |               |      |      |                                |                          |           |                      |        |
| 030. | Division 1 1989/90 34. Spieltag | 21. Apr. 1990 | PSG  | OM   | 2:1 (1:1)                      | Parc des Princes         | 40.025    | Gérard Biguet        | Report |
| 030. | Tore: Franck Sauzée 17. Min., Gabriel Calderón 43. Min. (Elfmeter), Zlatko Vujović 83. Min. |               |      |      |                                |                          |           |                      |        |
| 031. | Division 1 1990/91 8. Spieltag | 8. Sep. 1990  | OM   | PSG  | 2:1 (2:1)                      | Stade Vélodrome          | 31.626    | Michel Vautrot       | Report |
| 031. | Tore: Chris Waddle 11. Min., Carlos Mozer 16. Min. (Eigentor), Éric Cantona 18. Min. |               |      |      |                                |                          |           |                      |        |
| 032. | Division 1 1990/91 26. Spieltag | 10. Feb. 1991 | PSG  | OM   | 0:1 (0:0)                      | Parc des Princes         | 38.766    | Jean-Marie Lartigot  | Report |
| 032. | Tore: Basile Boli 70. Min. |               |      |      |                                |                          |           |                      |        |
| 033. | Coupe de France 1990/91 Achtelfinale | 28. Apr. 1991 | PSG  | OM   | 0:2 (0:1)                      | Parc des Princes         | 38.000    | Marcel Laine         | Report |
| 033. | Tore: Laurent Fournier 45. Min., Jean-Pierre Papin 73. Min. (Elfmeter) |               |      |      |                                |                          |           |                      |        |
| 034. | Division 1 1991/92 5. Spieltag | 9. Aug. 1991  | OM   | PSG  | 0:0                            | Stade Vélodrome          | 37.933    | Claude Bouillet      | Report |
| 034. | Tore: - |               |      |      |                                |                          |           |                      |        |
| 035. | Division 1 1991/92 23. Spieltag | 17. Dez. 1991 | PSG  | OM   | 0:0                            | Parc des Princes         | 43.382    | Alain Delmer         | Report |
| 035. | Tore: - |               |      |      |                                |                          |           |                      |        |
| 036. | Division 1 1992/93 19. Spieltag | 18. Dez. 1992 | PSG  | OM   | 0:1 (0:1)                      | Parc des Princes         | 50.000    | Michel Girard        | Report |
| 036. | Tore: Alen Bokšić 21. Min., |               |      |      |                                |                          |           |                      |        |
| 037. | Division 1 1992/93 37. Spieltag | 29. Mai 1993  | OM   | PSG  | 3:1 (2:1)                      | Stade Vélodrome          | 40.000    | Didier Pauchard      | Report |
| 037. | Tore: Vincent Guérin 7. Min., Rudi Völler 16. Min., Basile Boli 38. Min., Alen Bokšić 76. Min.                                                                                                 |               |      |      |                                |                          |           |                      |        |
| 038. | Division 1 1993/94 5. Spieltag | 15. Aug. 1993 | OM   | PSG  | 1:0 (0:0)                      | Stade Vélodrome          | 33.700    | Georges Ramos        | Report |
| 038. | Tore: Alen Bokšić 87. Min., |               |      |      |                                |                          |           |                      |        |
| 039. | Division 1 1993/94 23. Spieltag | 14. Jan. 1994 | PSG  | OM   | 1:1 (1:1)                      | Parc des Princes         | 48.000    | Marcel Laine         | Report |
| 039. | Tore: Vincent Guérin 11. Min., Rudi Völler 14. Min. |               |      |      |                                |                          |           |                      |        |
| 040. | Coupe de France 1994/95 Halbfinale | 11. Apr. 1995 | PSG  | OM   | 2:0 (2:0)                      | Parc des Princes         | 46.000    | Didier Pauchard      | Report |
| 040. | Tore: Ricardo Gomes 4. Min., George Weah 33. Min. |               |      |      |                                |                          |           |                      |        |
| 041. | Division 1 1996/97 19. Spieltag | 22. Nov. 1996 | PSG  | OM   | 0:0                            | Parc des Princes         | 44.084    | Alain Sars           | Report |
| 041. | Tore: - |               |      |      |                                |                          |           |                      |        |
| 042. | Division 1 1996/97 37. Spieltag | 17. Mai 1997  | OM   | PSG  | 1:0 (1:0)                      | Stade Vélodrome          | 24.200    | Alain Sars           | Report |
| 042. | Tore: Éric Roy 39. Min. (Elfmeter) |               |      |      |                                |                          |           |                      |        |
| 043. | Division 1 1997/98 15. Spieltag | 9. Nov. 1997  | PSG  | OM   | 1:2 (1:1)                      | Parc des Princes         | 43.307    | Jean-Claude Puyalt   | Report |
| 043. | Tore: Xavier Gravelaine 12. Min., Jérôme Leroy 33. Min., Laurent Blanc 63. Min. (Elfmeter) |               |      |      |                                |                          |           |                      |        |
| 044. | Division 1 1997/98 31. Spieltag | 8. Apr. 1998  | OM   | PSG  | 0:0                            | Stade Vélodrome          | 57.603    | Stéphane Bré         | Report |
| 044. | Tore: - |               |      |      |                                |                          |           |                      |        |
| 045. | Division 1 1998/99 16. Spieltag | 29. Nov. 1998 | OM   | PSG  | 0:0                            | Stade Vélodrome          | 56.500    | Stéphane Bré         | Report |
| 045. | Tore: - |               |      |      |                                |                          |           |                      |        |
| 046. | Division 1 1998/99 32. Spieltag | 4. Mai 1999   | PSG  | OM   | 2:1 (0:1)                      | Parc des Princes         | 44 939    | Alain Sars           | Report |
| 046. | Tore: Florian Maurice 21. Min., Marco Simone 84. Min., Bruno Rodriguez 87. Min. |               |      |      |                                |                          |           |                      |        |
| 047. | Division 1 1999/2000 10. Spieltag | 12. Okt. 1999 | PSG  | OM   | 0:2 (0:0)                      | Parc des Princes         | 44.784    | Éric Poulat          | Report |
| 047. | Tore: Fabrizio Ravanelli 74. Min., Florian Maurice 80. Min. |               |      |      |                                |                          |           |                      |        |
| 048. | Division 1 1999/2000 26. Spieltag | 15. Feb. 2000 | OM   | PSG  | 4:1 (1:1)                      | Stade Vélodrome          | 57.243    | Éric Poulat          | Report |
| 048. | Tore: Christian Corrêa Dionisio 7. Min., Sébastien Pérez 24. Min., Cyrille Pouget 59. Min., Jacques Abardonado 67. Min., Florian Maurice 78. Min.                                              |               |      |      |                                |                          |           |                      |        |
| 049. | Division 1 2000/01 11. Spieltag | 13. Okt. 2000 | PSG  | OM   | 2:0 (0:0)                      | Parc des Princes         | 44.076    | Jacques Poulain      | Report |
| 049. | Tore: Laurent Robert 62. Min., Christian Corrêa Dionisio 90. Min. |               |      |      |                                |                          |           |                      |        |
| 050. | Division 1 2000/01 27. Spieltag | 17. Feb. 2001 | OM   | PSG  | 1:0 (0:0)                      | Stade Vélodrome          | 56.315    | Stéphane Bré         | Report |
| 050. | Tore: Ibrahima Bakayoko 72. Min. |               |      |      |                                |                          |           |                      |        |
| 051. | Division 1 2001/02 16. Spieltag | 29. Nov. 2001 | PSG  | OM   | 0:0                            | Parc des Princes         | 42.178    | Bertrand Layec       | Report |
| 051. | Tore: - |               |      |      |                                |                          |           |                      |        |
| 052. | Coupe de France 2001/02 Achtelfinale | 10. Feb. 2002 | PSG  | OM   | 1:1 n. V. (0:0, 1:1) 7:6 i. E. | Parc des Princes         | 40.000    | Alain Sars           | Report |
| 052. | Tore: Daniel Van Buyten 67. Min., Gabriel Heinze 85. Min. |               |      |      |                                |                          |           |                      |        |
| 053. | Division 1 2001/02 32. Spieltag | 12. Apr. 2002 | OM   | PSG  | 1:0 (0:0)                      | Stade Vélodrome          | 55.797    | Laurent Duhamel      | Report |
| 053. | Tore: Daniel Van Buyten 65. Min. |               |      |      |                                |                          |           |                      |        |
| 054. | Ligue 1 2002/03 12. Spieltag | 26. Okt. 2002 | PSG  | OM   | 3:0 (2:0)                      | Parc des Princes         | 41.949    | Éric Poulat          | Report |
| 054. | Tore: Ronaldinho 15. Min., Ronaldinho 37. Min. (Elfmeter), Martín Cardetti 80. Min. |               |      |      |                                |                          |           |                      |        |
| 055. | Coupe de France 2002/03 Sechzehntelfinale | 25. Jan. 2003 | PSG  | OM   | 2:1 n. V. (1:0, 1:1)           | Parc des Princes         | 38.140    | Stéphane Bré         | Report |
| 055. | Tore: Mauricio Pochettino 14. Min., Daniel Van Buyten 62. Min., Fabrice Fiorèse 102. Min. |               |      |      |                                |                          |           |                      |        |
| 056. | Ligue 1 2002/03 30. Spieltag | 9. März 2003  | OM   | PSG  | 0:3 (0:1)                      | Stade Vélodrome          | 55.982    | Bertrand Layec       | Report |
| 056. | Tore: Jérôme Leroy 27. Min., Ronaldinho 55. Min., Jérôme Leroy 83. Min. |               |      |      |                                |                          |           |                      |        |
| 057. | Ligue 1 2003/04 15. Spieltag | 30. Nov. 2003 | OM   | PSG  | 0:1 (0:1)                      | Stade Vélodrome          | 55.494    | Alain Sars           | Report |
| 057. | Tore: Fabrice Fiorèse 89. Min. |               |      |      |                                |                          |           |                      |        |
| 058. | Coupe de France 2003/04 Sechzehntelfinale | 24. Jan. 2004 | OM   | PSG  | 1:2 n. V. (1:1, 1:1)           | Stade Vélodrome          | 53.500    | Éric Poulat          | Report |
| 058. | Tore: Pauleta 10. Min., Didier Drogba 35. Min., Juan Pablo Sorín 102. Min. |               |      |      |                                |                          |           |                      |        |
| 059. | Ligue 1 2003/04 33. Spieltag | 25. Apr. 2004 | PSG  | OM   | 2:1 (1:0)                      | Parc des Princes         | 41.978    | Stéphane Bré         | Report |
| 059. | Tore: Pauleta 11. Min., Pauleta 61. Min., Laurent Batlles 90. Min. |               |      |      |                                |                          |           |                      |        |
| 060. | Ligue 1 2004/05 13. Spieltag | 7. Nov. 2004  | PSG  | OM   | 2:1 (1:1)                      | Parc des Princes         | 43.131    | Gilles Veissière     | Report |
| 060. | Tore: Pauleta 32. Min., Laurent Batlles 42. Min., Édouard Cissé 70. Min. |               |      |      |                                |                          |           |                      |        |
| 061. | Coupe de la Ligue 2004/05 Sechzehntelfinale | 10. Nov. 2004 | OM   | PSG  | 2:3 (2:1)                      | Stade Vélodrome          | 54.281    | Stéphane Bré         | Report |
| 061. | Tore: Benoît Pedretti 38. Min., Habib Bamogo 41. Min. (Elfmeter), Branko Bošković 45. Min., Branko Bošković 55. Min., Bernard Mendy 90+1. Min.                                                 |               |      |      |                                |                          |           |                      |        |
| 062. | Ligue 1 2004/05 31. Spieltag | 3. Apr. 2005  | OM   | PSG  | 1:1 (0:0)                      | Stade Vélodrome          | 56.087    | Éric Poulat          | Report |
| 062. | Tore: Kōji Nakata 46. Min. (Eigentor), Laurent Batlles 74. Min. |               |      |      |                                |                          |           |                      |        |
| 063. | Ligue 1 2005/06 11. Spieltag | 16. Okt. 2005 | OM   | PSG  | 1:0 (0:0)                      | Stade Vélodrome          | 56.297    | Éric Poulat          | Report |
| 063. | Tore: Lorik Cana 78. Min. |               |      |      |                                |                          |           |                      |        |
| 064. | Ligue 1 2005/06 29. Spieltag | 5. März 2006  | PSG  | OM   | 0:0                            | Parc des Princes         | 43.906    | Alain Sars           | Report |
| 064. | Tore: - |               |      |      |                                |                          |           |                      |        |
| 065. | Coupe de France 2005/06 Finale | 29. Apr. 2006 | OM   | PSG  | 1:2 (0:1)                      | Stade de France          | 79.000    | Laurent Duhamel      | Report |
| 065. | Tore: Bonaventure Kalou 6. Min., Vikash Dhorasoo 49. Min., Toifilou Maoulida 67. Min. |               |      |      |                                |                          |           |                      |        |
| 066. | Ligue 1 2006/07 5. Spieltag | 10. Sep. 2006 | PSG  | OM   | 1:3 (1:1)                      | Parc des Princes         | 44.431    | Stéphane Bré         | Report |
| 066. | Tore: Mamadou Niang 7. Min. (Elfmeter), Pauleta 22. Min. (Elfmeter), Samir Nasri 67. Min., Mickaël Pagis 88. Min.                                                                              |               |      |      |                                |                          |           |                      |        |
| 067. | Ligue 1 2006/07 23. Spieltag | 4. Feb. 2007  | OM   | PSG  | 1:1 (0:0)                      | Stade Vélodrome          | 56.592    | Bertrand Layec       | Report |
| 067. | Tore: Djibril Cissé 68. Min., Pauleta 73. Min. |               |      |      |                                |                          |           |                      |        |
| 068. | Ligue 1 2007/08 7. Spieltag | 2. Sep. 2007  | PSG  | OM   | 1:1 (1:1)                      | Parc des Princes         | 43.419    | Stéphane Lannoy      | Report |
| 068. | Tore: Djibril Cissé 10. Min., Péguy Luyindula 19. Min. |               |      |      |                                |                          |           |                      |        |
| 069. | Ligue 1 2007/08 25. Spieltag | 17. Feb. 2008 | OM   | PSG  | 2:1 (2:1)                      | Stade Vélodrome          | 56.106    | Bertrand Layec       | Report |
| 069. | Tore: Jérôme Rothen 29. Min. (Elfmeter), Taye Taiwo 35. Min., Mamadou Niang 44. Min. |               |      |      |                                |                          |           |                      |        |
| 070. | Ligue 1 2008/09 10. Spieltag | 26. Okt. 2008 | OM   | PSG  | 2:4 (2:1)                      | Stade Vélodrome          | 56.426    | Laurent Duhamel      | Report |
| 070. | Tore: Guillaume Hoarau 9. Min., Mamadou Niang 20. Min., Mathieu Valbuena 44. Min., Péguy Luyindula 51. Min., Jérôme Rothen 76. Min., Guillaume Hoarau 81. Min.                                 |               |      |      |                                |                          |           |                      |        |
| 071. | Ligue 1 2008/09 28. Spieltag | 15. März 2009 | PSG  | OM   | 1:3 (1:1)                      | Parc des Princes         | 45.774    | Bertrand Layec       | Report |
| 071. | Tore: Boudewijn Zenden 22. Min., Ludovic Giuly 42. Min., Bakari Koné 54. Min., Lorik Cana 61. Min.                                                                                             |               |      |      |                                |                          |           |                      |        |
| 072. | Ligue 1 2009/10 10. Spieltag | 20. Nov. 2009 | OM   | PSG  | 1:0 (1:0)                      | Stade Vélodrome          | 55.623    | Laurent Duhamel      | Report |
| 072. | Tore: Gabriel Heinze 24. Min. |               |      |      |                                |                          |           |                      |        |
| 073. | Ligue 1 2009/10 26. Spieltag | 28. Feb. 2010 | PSG  | OM   | 0:3 (0:1)                      | Parc des Princes         | 43.813    | Antony Gautier       | Report |
| 073. | Tore: Hatem Ben Arfa 14. Min., Lucho 55. Min., Benoît Cheyrou 71. Min. |               |      |      |                                |                          |           |                      |        |
| 074. | Trophée des Champions 2010 | 28. Juli 2010 | OM   | PSG  | 0:0 (0:0) 5:4 n. E.            | Stade Olympique de Radès | 56.237    | Aouaz Trabelsi       | Report |
| 074. | Tore: - |               |      |      |                                |                          |           |                      |        |
| 075. | Ligue 1 2010/11 12. Spieltag | 7. Nov. 2010  | PSG  | OM   | 2:1 (2:1)                      | Parc des Princes         | 40.234    | Stéphane Lannoy      | Report |
| 075. | Tore: Mevlüt Erdinç 9. Min., Guillaume Hoarau 19. Min., Lucho 20. Min. |               |      |      |                                |                          |           |                      |        |
| 076. | Ligue 1 2010/11 28. Spieltag | 20. März 2011 | OM   | PSG  | 2:1 (2:1)                      | Stade Vélodrome          | 52.792    | Stéphane Bré         | Report |
| 076. | Tore: Gabriel Heinze 16. Min., Clément Chantôme 27. Min., André Ayew 33. Min. |               |      |      |                                |                          |           |                      |        |
| 077. | Ligue 1 2011/12 15. Spieltag | 27. Nov. 2011 | OM   | PSG  | 3:0 (1:0)                      | Stade Vélodrome          | 41.512    | Lionel Jaffredo      | Report |
| 077. | Tore: Loïc Rémy 9. Min., Morgan Amalfitano 65. Min., André Ayew 83. Min. |               |      |      |                                |                          |           |                      |        |
| 078. | Ligue 1 2011/12 31. Spieltag | 8. Apr. 2012  | PSG  | OM   | 2:1 (1:0)                      | Parc des Princes         | 46.252    | Antony Gautier       | Report |
| 078. | Tore: Jérémy Ménez 5. Min., André Ayew 58. Min., Alex 60. Min. |               |      |      |                                |                          |           |                      |        |
| 079. | Ligue 1 2012/13 8. Spieltag | 7. Okt. 2012  | OM   | PSG  | 2:2 (2:2)                      | Stade Vélodrome          | 40.748    | Tony Chapron         | Report |
| 079. | Tore: André-Pierre Gignac 16. Min., Zlatan Ibrahimović 22. Min., Zlatan Ibrahimović 24. Min., André-Pierre Gignac 31. Min.                                                                     |               |      |      |                                |                          |           |                      |        |
| 080. | Coupe de la Ligue 2012/13 Achtelfinale | 31. Okt. 2012 | PSG  | OM   | 2:0 (1:0)                      | Parc des Princes         | 43.753    | Antony Gautier       | Report |
| 080. | Tore: Thiago Silva 28. Min., Jérémy Ménez 50. Min. |               |      |      |                                |                          |           |                      |        |
| 081. | Ligue 1 2012/13 26. Spieltag | 24. Feb. 2013 | PSG  | OM   | 2:0 (1:0)                      | Parc des Princes         | 44.984    | Fredy Fautrel        | Report |
| 081. | Tore: Nicolas N’Koulou 10. Min. (Eigentor), Zlatan Ibrahimović 90. Min. |               |      |      |                                |                          |           |                      |        |
| 082. | Coupe de France 2012/13 Achtelfinale | 27. Feb. 2013 | PSG  | OM   | 2:0 (1:0)                      | Parc des Princes         | 42.000    | Stéphane Lannoy      | Report |
| 082. | Tore: Zlatan Ibrahimović 33. Min., Zlatan Ibrahimović 64. Min. (Elfmeter) |               |      |      |                                |                          |           |                      |        |
| 083. | Ligue 1 2013/14 9. Spieltag | 6. Okt. 2013  | OM   | PSG  | 1:2 (1:1)                      | Stade Vélodrome          | 44.391    | Clément Turpin       | Report |
| 083. | Tore: André Ayew 33. Min. (Elfmeter), Maxwell 44. Min., Zlatan Ibrahimović 65. Min. (Elfmeter)                                                                                                 |               |      |      |                                |                          |           |                      |        |
| 084. | Ligue 1 2013/14 27. Spieltag | 2. März 2014  | PSG  | OM   | 2:0 (0:0)                      | Parc des Princes         | 45.483    | Ruddy Buquet         | Report |
| 084. | Tore: Maxwell 49. Min., Edinson Cavani 78. Min. |               |      |      |                                |                          |           |                      |        |

## Statistik

### Spielestatistik
Insgesamt ist die Bilanz  ausgeglichen. Während aber Olympique Marseille die Mehrzahl der Ligaspiele für sich entscheiden konnte, gab es für sie in den Pokalwettbewerben gegen Paris Saint-Germain wenig zu gewinnen. Von den 14 Spielen im Coupe de France, Coupe de la Ligue und der Trophée des Champions konnten Les Phocéens nur eines auf ihrem Konto verbuchen.
Stand: 18. März 2014
| Anlass                | Spiele | Siege PSG | Remis | Siege OM | Tordifferenz |
| --------------------- | ------ | --------- | ----- | -------- | ------------ |
| Division 1 / Ligue 1  | 70     | 22        | 17    | 31       | 82:95        |
| Coupe de France       | 11     | 8         | 2     | 1        | 19:9         |
| Coupe de la Ligue     | 2      | 2         | 0     | 0        | 5:2          |
| Trophée des Champions | 1      | 0         | 1     | 0        | 0:0          |
| Gesamt                | 84     | 32        | 20    | 32       | 106:106      |

### Torschützenliste
An der Spitze der Torschützenliste befinden sich der Schwede Zlatan Ibrahimović (2012 bis 2016 bei PSG) und der Portugiese Pauleta (2003 bis 2008 bei PSG). Ihnen folgt mit fünf Treffern der Angreifer Hervé Florès (1975 bis 1981 bei Olympique). Als einziger Deutscher steht Rudi Völler mit zwei Toren in der Liste.
Bei Torgleichheit sind die Spieler alphabetisch geordnet.
| Name                     | Verein(e)              | Position(en)        | Division 1/ Ligue 1 | Coupe de France | Coupe de la Ligue | Trophée des Champions | Gesamt |
| ------------------------ | ---------------------- | ------------------- | ------------------- | --------------- | ----------------- | --------------------- | ------ |
| Zlatan Ibrahimović       | Paris Saint-Germain FC | Sturm               | 4                   | 2               | –                 | –                     | 6      |
| Pauleta                  | Paris Saint-Germain FC | Sturm               | 5                   | 1               | –                 | –                     | 6      |
| Hervé Florès             | Olympique Marseille    | Sturm               | 5                   | –               | –                 | –                     | 5      |
| André Ayew               | Olympique Marseille    | Sturm               | 4                   | –               | –                 | –                     | 4      |
| Mustapha Dahleb          | Paris Saint-Germain FC | Mittelfeld          | 4                   | –               | –                 | –                     | 4      |
| François M’Pelé          | Paris Saint-Germain FC | Sturm               | 2                   | 2               | –                 | –                     | 4      |
| Josip Skoblar            | Olympique Marseille    | Sturm               | 4                   | –               | –                 | –                     | 4      |
| Laurent Batlles          | Olympique Marseille    | Mittelfeld          | 3                   | –               | –                 | –                     | 3      |
| Marc Berdoll             | Olympique Marseille    | Sturm               | 3                   | –               | –                 | –                     | 3      |
| Carlos Bianchi           | Paris Saint-Germain FC | Sturm               | 3                   | –               | –                 | –                     | 3      |
| Alen Bokšić              | Olympique Marseille    | Sturm               | 3                   | –               | –                 | –                     | 3      |
| Sarr Boubacar            | /                      | Sturm               | 3                   | –               | –                 | –                     | 3      |
| Louis Floch              | Paris Saint-Germain FC | Sturm               | 2                   | 1               | –                 | –                     | 3      |
| Gabriel Heinze           | /                      | Abwehr              | 2                   | 1               | –                 | –                     | 3      |
| Guillaume Hoarau         | Paris Saint-Germain FC | Sturm               | 3                   | –               | –                 | –                     | 3      |
| Jérôme Leroy             | /                      | Mittelfeld          | 3                   | –               | –                 | –                     | 3      |
| Florian Maurice          | /                      | Sturm               | 3                   | –               | –                 | –                     | 3      |
| Mamadou Niang            | Olympique Marseille    | Sturm               | 3                   | –               | –                 | –                     | 3      |
| Jean-Pierre Papin        | Olympique Marseille    | Sturm               | 2                   | 1               | –                 | –                     | 3      |
| Ronaldinho               | Paris Saint-Germain FC | Mittelfeld / Sturm  | 3                   | –               | –                 | –                     | 3      |
| Daniel Van Buyten        | Olympique Marseille    | Abwehr              | 1                   | 2               | –                 | –                     | 3      |
| Dominique Bathenay       | Paris Saint-Germain FC | Mittelfeld          | 2                   | –               | –                 | –                     | 2      |
| Basile Boli              | Olympique Marseille    | Abwehr              | 2                   | –               | –                 | –                     | 2      |
| Branko Bošković          | Paris Saint-Germain FC | Mittelfeld          | –                   | –               | 2                 | –                     | 2      |
| François Bracci          | Olympique Marseille    | Abwehr              | 2                   | –               | –                 | –                     | 2      |
| Robert Buigues           | Olympique Marseille    | Mittelfeld          | 2                   | –               | –                 | –                     | 2      |
| Gabriel Calderón         | Paris Saint-Germain FC | Mittelfeld / Sturm  | 2                   | –               | –                 | –                     | 2      |
| Lorik Cana               | /                      | Mittelfeld          | 2                   | –               | –                 | –                     | 2      |
| Christian                | Paris Saint-Germain FC | Sturm               | 2                   | –               | –                 | –                     | 2      |
| Djibril Cissé            | Olympique Marseille    | Sturm               | 2                   | –               | –                 | –                     | 2      |
| Patrick Cubaynes         | Olympique Marseille    | Sturm               | 2                   | –               | –                 | –                     | 2      |
| Jean-Pierre Dogliani     | /                      | Mittelfeld          | 2                   | –               | –                 | –                     | 2      |
| Albert Emon              | Olympique Marseille    | Sturm               | 2                   | –               | –                 | –                     | 2      |
| Luis Fernández           | Paris Saint-Germain FC | Mittelfeld          | 2                   | –               | –                 | –                     | 2      |
| André-Pierre Gignac      | Olympique Marseille    | Sturm               | 2                   | –               | –                 | –                     | 2      |
| Vincent Guérin           | Paris Saint-Germain FC | Mittelfeld          | 2                   | –               | –                 | –                     | 2      |
| Jairzinho                | Olympique Marseille    | Mittelfeld          | 1                   | 1               | –                 | –                     | 2      |
| Tscheu La Ling           | Olympique Marseille    | Sturm               | 2                   | –               | –                 | –                     | 2      |
| Lucho                    | Olympique Marseille    | Mittelfeld          | 2                   | –               | –                 | –                     | 2      |
| Péguy Luyindula          | /                      | Sturm               | 2                   | –               | –                 | –                     | 2      |
| Maxwell                  | Paris Saint-Germain FC | Abwehr              | 2                   | –               | –                 | –                     | 2      |
| Jérémy Ménez             | Paris Saint-Germain FC | Sturm               | 1                   | –               | 1                 | –                     | 2      |
| Dominique Rocheteau      | Paris Saint-Germain FC | Sturm               | –                   | 2               | –                 | –                     | 2      |
| Jérôme Rothen            | Paris Saint-Germain FC | Mittelfeld          | 2                   | –               | –                 | –                     | 2      |
| Franck Sauzée            | Olympique Marseille    | Mittelfeld          | 2                   | –               | –                 | –                     | 2      |
| Oumar Sène               | Paris Saint-Germain FC | Mittelfeld          | 2                   | –               | –                 | –                     | 2      |
| Safet Sušić              | Paris Saint-Germain FC | Mittelfeld          | 2                   | –               | –                 | –                     | 2      |
| Rudi Völler              | Olympique Marseille    | Sturm               | 2                   | –               | –                 | –                     | 2      |
| Zlatko Vujović           | Paris Saint-Germain FC | Sturm               | 2                   | –               | –                 | –                     | 2      |
| Chris Waddle             | Olympique Marseille    | Mittelfeld / Sturm  | 2                   | –               | –                 | –                     | 2      |
| Abel Braga               | Paris Saint-Germain FC | Abwehr              | 1                   | –               | –                 | –                     | 1      |
| Alex                     | Paris Saint-Germain FC | Abwehr              | 1                   | –               | –                 | –                     | 1      |
| Morgan Amalfitano        | Olympique Marseille    | Mittelfeld          | 1                   | –               | –                 | –                     | 1      |
| Jacques Abardonado       | Olympique Marseille    | Abwehr              | 1                   | –               | –                 | –                     | 1      |
| Ibrahima Bakayoko        | Olympique Marseille    | Sturm               | 1                   | –               | –                 | –                     | 1      |
| Habib Bamogo             | Olympique Marseille    | Sturm               | –                   | –               | 1                 | –                     | 1      |
| Michel Baulier           | Olympique Marseille    | Abwehr              | 1                   | –               | –                 | –                     | 1      |
| Jean-François Beltramini | Paris Saint-Germain FC | Sturm               | 1                   | –               | –                 | –                     | 1      |
| Hatem Ben Arfa           | Olympique Marseille    | Sturm               | 1                   | –               | –                 | –                     | 1      |
| Georges Bereta           | Olympique Marseille    | Mittelfeld / Sturm  | 1                   | –               | –                 | –                     | 1      |
| Armando Bianchi          | Paris Saint-Germain FC | Mittelfeld          | 1                   | –               | –                 | –                     | 1      |
| Laurent Blanc            | Olympique Marseille    | Abwehr              | 1                   | –               | –                 | –                     | 1      |
| Joseph Bonnel            | Olympique Marseille    | Mittelfeld          | 1                   | –               | –                 | –                     | 1      |
| Bernard Bosquier         | Olympique Marseille    | Abwehr              | 1                   | –               | –                 | –                     | 1      |
| Jean-Claude Bras         | Paris Saint-Germain FC | Sturm               | 1                   | –               | –                 | –                     | 1      |
| François Brisson         | /                      | Sturm               | 1                   | –               | –                 | –                     | 1      |
| Bernard Bureau           | Paris Saint-Germain FC | Sturm               | 1                   | –               | –                 | –                     | 1      |
| Éric Cantona             | Olympique Marseille    | Sturm               | 1                   | –               | –                 | –                     | 1      |
| Edinson Cavani           | Paris Saint-Germain FC | Sturm               | 1                   | –               | –                 | –                     | 1      |
| Martín Cardetti          | Paris Saint-Germain FC | Sturm               | 1                   | –               | –                 | –                     | 1      |
| Clément Chantôme         | Paris Saint-Germain FC | Mittelfeld          | 1                   | –               | –                 | –                     | 1      |
| Benoît Cheyrou           | Olympique Marseille    | Mittelfeld          | 1                   | –               | –                 | –                     | 1      |
| Édouard Cissé            | /                      | Mittelfeld          | 1                   | –               | –                 | –                     | 1      |
| Didier Couécou           | Olympique Marseille    | Sturm               | 1                   | –               | –                 | –                     | 1      |
| Vikash Dhorasoo          | Paris Saint-Germain FC | Mittelfeld          | –                   | 1               | –                 | –                     | 1      |
| Didier Drogba            | Olympique Marseille    | Stürmer             | –                   | 1               | –                 | –                     | 1      |
| Georges Eo               | Olympique Marseille    | Mittelfeld          | 1                   | –               | –                 | –                     | 1      |
| Mevlüt Erdinç            | Paris Saint-Germain FC | Sturm               | 1                   | –               | –                 | –                     | 1      |
| Fabrice Fiorèse          | /                      | Mittelfeld / Sturm  | –                   | 1               | –                 | –                     | 1      |
| Hervé Flak               | Olympique Marseille    | Abwehr / Mittelfeld | 1                   | –               | –                 | –                     | 1      |
| Laurent Fournier         | /                      | Mittelfeld          | –                   | 1               | –                 | –                     | 1      |
| Enzo Francescoli         | Olympique Marseille    | Mittelfeld / Sturm  | 1                   | –               | –                 | –                     | 1      |
| Ludovic Giuly            | Paris Saint-Germain FC | Mittelfeld          | 1                   | –               | –                 | –                     | 1      |
| Ricardo Gomes            | Paris Saint-Germain FC | Abwehr              | –                   | 1               | –                 | –                     | 1      |
| Xavier Gravelaine        | /                      | Mittelfeld / Sturm  | 1                   | –               | –                 | –                     | 1      |
| Robert Jacques           | Paris Saint-Germain FC | Sturm               | 1                   | –               | –                 | –                     | 1      |
| Bonaventure Kalou        | Paris Saint-Germain FC | Sturm               | –                   | 1               | –                 | –                     | 1      |
| Bakari Koné              | Olympique Marseille    | Sturm               | 1                   | –               | –                 | –                     | 1      |
| Edouard Kula             | Olympique Marseille    | Abwehr              | 1                   | –               | –                 | –                     | 1      |
| Jacky Laposte            | Paris Saint-Germain FC | Mittelfeld          | –                   | 1               | –                 | –                     | 1      |
| Thierry Laurey           | /                      | Abwehr / Mittelfeld | 1                   | –               | –                 | –                     | 1      |
| Anders Linderoth         | Olympique Marseille    | Mittelfeld          | 1                   | –               | –                 | –                     | 1      |
| Toifilou Maoulida        | Olympique Marseille    | Sturm               | –                   | 1               | –                 | –                     | 1      |
| Bernard Mendy            | Paris Saint-Germain FC | Abwehr              | –                   | –               | 1                 | –                     | 1      |
| Carlos Mozer             | Olympique Marseille    | Abwehr              | 1                   | –               | –                 | –                     | 1      |
| Jean-Santos Muntubila    | Olympique Marseille    | Mittelfeld / Sturm  | –                   | 1               | –                 | –                     | 1      |
| Michel N’Gom             | /                      | Sturm               | –                   | 1               | –                 | –                     | 1      |
| William N’Jo Léa         | Paris Saint-Germain FC | Sturm               | 1                   | –               | –                 | –                     | 1      |
| Nicolas N’Koulou         | Olympique Marseille    | Abwehr              | 1                   | –               | –                 | –                     | 1      |
| Kōji Nakata              | Olympique Marseille    | Mittelfeld          | 1                   | –               | –                 | –                     | 1      |
| Samir Nasri              | Olympique Marseille    | Mittelfeld          | 1                   | –               | –                 | –                     | 1      |
| Jacques Novi             | /                      | Abwehr              | 1                   | –               | –                 | –                     | 1      |
| Mickaël Pagis            | Olympique Marseille    | Sturm               | 1                   | –               | –                 | –                     | 1      |
| Benoît Pedretti          | Olympique Marseille    | Mittelfeld          | –                   | –               | 1                 | –                     | 1      |
| Sébastien Pérez          | Olympique Marseille    | Abwehr / Mittelfeld | 1                   | –               | –                 | –                     | 1      |
| Mauricio Pochettino      | Paris Saint-Germain FC | Abwehr              | –                   | 1               | –                 | –                     | 1      |
| Cyrille Pouget           | /                      | Sturm               | 1                   | –               | –                 | –                     | 1      |
| Michel Prost             | Paris Saint-Germain FC | Sturm               | 1                   | –               | –                 | –                     | 1      |
| Fabrizio Ravanelli       | Olympique Marseille    | Sturm               | 1                   | –               | –                 | –                     | 1      |
| Loïc Rémy                | Olympique Marseille    | Sturm               | 1                   | –               | –                 | –                     | 1      |
| Laurent Robert           | Paris Saint-Germain FC | Mittelfeld          | 1                   | –               | –                 | –                     | 1      |
| Bruno Rodriguez          | Paris Saint-Germain FC | Sturm               | 1                   | –               | –                 | –                     | 1      |
| Éric Roy                 | Olympique Marseille    | Mittelfeld          | 1                   | –               | –                 | –                     | 1      |
| Thiago Silva             | Paris Saint-Germain FC | Abwehr              | –                   | –               | 1                 | –                     | 1      |
| Amara Simba              | Paris Saint-Germain FC | Sturm               | 1                   | –               | –                 | –                     | 1      |
| Marco Simone             | Paris Saint-Germain FC | Sturm               | 1                   | –               | –                 | –                     | 1      |
| Didier Six               | Olympique Marseille    | Sturm               | 1                   | –               | –                 | –                     | 1      |
| Juan Pablo Sorín         | Paris Saint-Germain FC | Abwehr / Mittelfeld | –                   | 1               | –                 | –                     | 1      |
| Taye Taiwo               | Olympique Marseille    | Abwehr              | 1                   | –               | –                 | –                     | 1      |
| Nabatingue Toko          | Paris Saint-Germain FC | Sturm               | 1                   | –               | –                 | –                     | 1      |
| Jean-Pierre Tokoto       | /                      | Mittelfeld / Sturm  | 1                   | –               | –                 | –                     | 1      |
| Marius Trésor            | Olympique Marseille    | Abwehr              | 1                   | –               | –                 | –                     | 1      |
| Mathieu Valbuena         | Olympique Marseille    | Mittelfeld          | 1                   | –               | –                 | –                     | 1      |
| George Weah              | /                      | Sturm               | –                   | 1               | –                 | –                     | 1      |
| Héctor Yazalde           | Olympique Marseille    | Sturm               | 1                   | –               | –                 | –                     | 1      |
| Boudewijn Zenden         | Olympique Marseille    | Mittelfeld / Sturm  | 1                   | –               | –                 | –                     | 1      |
| Bernard Zénier           | Olympique Marseille    | Sturm               | 1                   | –               | –                 | –                     | 1      |
| Nebojša Zlatarić         | Olympique Marseille    | Sturm               | 1                   | –               | –                 | –                     | 1      |

### Seitenwechsel
Ungeachtet der Konkurrenz zwischen den Clubs und der erst kurzen Geschichte der Parisiens waren relativ viele Spieler bei beiden Vereinen unter Vertrag. 23 der 47 Akteure wechselten direkt zwischen den Clubs. Die ersten Überläufer waren Jean-Pierre Destrumelle und Jean Djorkaeff, Vater von Youri Djorkaeff, die im Gründungsjahr in die Hauptstadt wechselten. Der frühere jugoslawische Nationalspieler Tomislav Ivić war für beide Vereine (PSG 1988–1990, OM 1991 und 2001) als Trainer verantwortlich. Als früherer Spieler von PSG (1979–1981) übernahm der brasilianische Abwehrspieler Abel Braga 2000 das Traineramt bei den Marseillais.
| Name                    | Position   | Paris Saint-Germain             | Olympique Marseille             |
| ----------------------- | ---------- | ------------------------------- | ------------------------------- |
| Fabrice Abriel          | Mittelfeld | 1999–2001                       | 2009–2011                       |
| Jérôme Alonzo           | Torwart    | 2001–2008                       | 1995–1997                       |
| André Luiz              | Mittelfeld | 2002–2003                       | 2001–2002                       |
| Jocelyn Angloma         | Abwehr     | 1990–1991                       | 1991–1994                       |
| William Ayache          | Abwehr     | 1986–1987                       | 1987–1988                       |
| Djamel Belmadi          | Mittelfeld | 1992–1996                       | 1997–1998, 2000–2003            |
| Sarr Boubacar           | Sturm      | 1979–1983                       | 1975–1976, 1977–1979, 1983–1984 |
| Daniel Bravo            | Mittelfeld | 1989–1996                       | 1998–1999                       |
| François Brisson        | Mittelfeld | 1975–1979, 1980–1981            | 1986–1988                       |
| Zoumana Camara          | Abwehr     | seit 2007                       | 2000–2002                       |
| Lorik Cana              | Mittelfeld | 2002–2005                       | 2005–2009                       |
| Édouard Cissé           | Mittelfeld | 1997–1998, 1999–2002, 2004–2007 | 2009–2011                       |
| Patrick Colleter        | Abwehr     | 1991–1996                       | 1997–1999                       |
| Stéphane Dalmat         | Mittelfeld | 2000–2001                       | 1999–2000                       |
| Marcel De Falco         | Sturm      | 1983–1984                       | 1979–1983                       |
| Frédéric Déhu           | Abwehr     | 2000–2004                       | 2004–2006                       |
| Jean-Pierre Destrumelle | Mittelfeld | 1970–1972                       | 1966–1970                       |
| Kaba Diawara            | Sturm      | 1999–2001, 2003–2004            | 1999                            |
| Jean Djorkaeff          | Abwehr     | 1970–1972                       | 1966–1970                       |
| Jean-Pierre Dogliani    | Mittelfeld | 1973–1976                       | 1961–1964                       |
| Fabrice Fiorèse         | Sturm      | 2002–2004                       | 2004–2007                       |
| Laurent Fournier        | Mittelfeld | 1991–1994, 1995–1998            | 1990–1991                       |
| Bruno Germain           | Mittelfeld | 1991–1993                       | 1988–1991, 1994–1995            |
| Xavier Gravelaine       | Sturm      | 1993–1994, 1995, 1999           | 1996–1998                       |
| Gabriel Heinze          | Abwehr     | 2001–2004                       | 2009–2011                       |
| Thierry Laurey          | Mittelfeld | 1990–1991                       | 1986–1987                       |
| Jean-Louis Léonetti     | Mittelfeld | 1971–1972, 1973–1974            | 1956–1960                       |
| Yvon Le Roux            | Abwehr     | 1989–1990                       | 1987–1989                       |
| Jérôme Leroy            | Mittelfeld | 1996–1999, 2002–2003            | 1999–2002                       |
| Claude Lowitz           | Abwehr     | 1985–1987                       | 1987–1988                       |
| Peter Luccin            | Mittelfeld | 2000–2001                       | 1998–2000                       |
| Péguy Luyindula         | Sturm      | 2007–2012                       | 2004–2007                       |
| Claude Makélélé         | Mittelfeld | 2008–2011                       | 1997–1998                       |
| Florian Maurice         | Sturm      | 1997–1998                       | 1998–2001                       |
| Modeste M’Bami          | Mittelfeld | 2003–2006                       | 2006–2009                       |
| Fabrice Moreau          | Mittelfeld | 1984–1987, 1988–1989            | 1995–1996                       |
| Michel N’Gom            | Sturm      | 1981–1984                       | 1976–1978, 1979–1981            |
| Bruno N’Gotty           | Abwehr     | 1995–1998                       | 2000–2001                       |
| Pascal Nouma            | Sturm      | 1989–1992, 1994–1996            | 2001–2002                       |
| Jacques Novi            | Abwehr     | 1974–1977                       | 1967–1973                       |
| Ilija Pantelić          | Torwart    | 1974–1977                       | 1970–1971                       |
| Bernard Pardo           | Mittelfeld | 1991–1992                       | 1990–1991                       |
| Cyrille Pouget          | Sturm      | 1997                            | 2000–2001                       |
| Alain Roche             | Abwehr     | 1992–1998                       | 1989–1990                       |
| Jean-Pierre Tokoto      | Sturm      | 1975–1978                       | 1968–1969, 1971–1972            |
| George Weah             | Sturm      | 1992–1995                       | 2000–2001                       |
| Daniel Xuereb           | Sturm      | 1986–1989                       | 1991–1992                       |

## Frauenfußball
Seit Mitte der 2010er Jahre werden gelegentlich auch die Duelle zwischen den Frauenteams der beiden Vereine als Le Classique bezeichnet, obwohl der Begriff eigentlich alleine deshalb nicht zutrifft, weil diese Aufeinandertreffen nicht auf eine längere Tradition zurückblicken können. Denn in den 18 Jahren von 1974/75 bis 1991/92, in denen die französische Meisterschaft noch in einer Mischung aus Liga- und K.o.-Modus ausgetragen worden war, ist es nie zu einem direkten Vergleich gekommen. Und seit in der Saison 1992/93 eine landesweite erste Liga eingerichtet wurde, waren PSG und OM bisher auch lediglich in drei Spielzeiten gemeinsam darin vertreten. Erstmals war dies 2016/17 der Fall, dann in der darauffolgenden Saison und jüngst 2019/20. Dabei hat der Hauptstadtklub sämtliche Heim- (1:0, 4:0, 11:0) und zwei der drei Auswärtspartien (5:2, 5:0) für sich entschieden; lediglich 2016/17 behielt Marseille vor eigenem Publikum die Oberhand (2:0).
Im Landespokalwettbewerb sind die beiden Kontrahenten bis einschließlich 2024/25 sogar noch nie aufeinander getroffen.